# Kumitai televizion va radioi nazdi Hukumati Çumhurii Toçikiston
Kumitai televizion va radioi nazdi Hukumati Çumhurii Toçikiston (cirillico: Кумитаи телевизион ва радиои назди Ҳукумати Ҷумҳурии Тоҷикистон), è l'ente radiotelevisivo pubblico del Tagikistan. Trasmette dalla capitale Dušanbe in tagico e in russo.

## Storia

### Periodo sovietico
La radio approdò in Tagikistan il 10 settembre 1931, quando il Paese faceva parte dell'Unione Sovietica.
La televisione, invece, iniziò a trasmettere sperimentalmente negli anni trenta e regolarmente nel 1945.
L'ente radiotelevisivo sovietico fu riorganizzato e cambiò nome più volte nel tempo, fino al definitivo "Gosteleradio".
Negli anni cinquanta era presente un unico canale televisivo in Unione Sovietica, che copriva la sola zona di Mosca.
A inizio anni sessanta fu creato il II Programma, anch'esso nell'area moscovita; il primo canale, conseguentemente rinominato "I Programma", fu esteso a tutta la parte europea dell'URSS.
Il 29 marzo 1965 fu lanciato il III Programma e il 4 novembre 1966 il IV Programma, anch'essi esclusivamente nell'area capitolina, che offrivano programmi culturali e didattici.
Il 1º ottobre 1967 il I Programma passò allo standard televisivo a colori SÉCAM e il 2 novembre 1967 il suo segnale fu esteso anche all'URSS asiatica, coprendo anche il Tagikistan.
Il 1º gennaio 1968 anche gli altri canali dell'Unione Sovietica passarono al colore.
Durante gli anni cinquanta e sessanta nacquero anche dei canali nazionali in ognuna delle 15 repubbliche dell'Unione, ad affiancare le già esistenti stazioni radiofoniche di ciascuna nazionalità, incluso il Tagikistan.
Tra il 1971 e il 1976 Gosteleradio lanciò le versioni del I Programma tarate sui fusi orari +2, +4, +6 e +8 ore rispetto all'ora di Mosca per offrire un servizio più preciso agli Urali, all'Asia centrale, al Kazakistan e ai territori orientali dell'URSS.
Il 19 luglio 1980 debuttò a Mosca il VI Programma in occasione di Giochi della XXII Olimpiade. La stessa rete nel corso degli anni ottanta, in epoca di perestrojka e glasnost', trasmise i primi campionati di tennis Open di Francia e di Wimbledon per intero e senza commento.
Il 1º gennaio 1982 il IV Programma fu slittato sulle frequenze del secondo canale, venendo ribattezzato "II Programma" ed esteso a tutta l'Unione; l'ex II Programma fu trasferito sulle frequenze del terzo canale e rinominato in base all'argomento, rimanendo visibile a Mosca, Ivanovo, Ryazan e Kalinin; il III Programma, a carattere didattico, fu passato a sua volta dalle frequenze del terzo canale a quelle del quarto e rinominato "IV Programma". 
Nel 1982 Gosteleradio lanciò quattro versioni del II Programma per i territori orientali in base ai fusi orari, analogamente a quanto era già stato fatto per il I Programma.

### Dall'indipendenza in poi
Il 27 dicembre 1991, a seguito dello scioglimento dell' URSS, Gostelradio cessò le proprie trasmissioni; la sua erede principale fu Russkij
Vserossijskaja gosudarstvennaja televizionnaja i radioveshtateljnaja kompanija Ostankino (RGTRK Ostankino), che divenne l'azienda radiotelevisiva pubblica della RSFSR Russa, la repubblica di gran lunga più grande delle 15 che componevano l'Unione. 
Conseguentemente il I Programma fu ribattezzato "1-'ij Kanal Ostankino", il Programma di Mosca divenne noto come "MTK", il Programma Didattico TsT fu rinominato "4-'ij Kanal Ostankino" e il II Programma durante il 1992 divenne RTR.
Per alcuni anni i neonati canali statali russi continuarono a trasmettere in tutte le 15 ex repubbliche sovietiche.
Nel corso del 1995 anche RGTRK fu chiusa facendo posto alla nuova azienda ORT, costruita in con una nuova organizzazione; nel 1998 ORT cessò le sue trasmissioni in Tagikistan cedendo le frequenze a Kumitai televizion va radioi nazdi Hukumati Çumhurii Toçikiston.
Il 3 settembre 2005 Kanal 1 e Kanal 2 furono rinominate "Tojikiston" e "TV Safina".
Il 26 giugno 2006 la sede e le strutture tecniche dell'azienda furono ammodernate.
Il 4 settembre 2006, aprì l'era della televisione digitale terrestre il lancio del canale Bahoriston, dedicato a bambini e adolescenti.
Inizialmente trasmetteva 8 ore di programmi di informazione, cultura, intrattenimento, didattica, sport e cinema, esclusivamente in Lingua tagica. Il 14 gennaio 2008 la rete estese il palinsesto al nastro orario 7-21 senza interruzione, offrendo anche alcuni programmi didattici in russo e in inglese.
Il 5 novembre 2008 esordì Jahonnamo, canale dedicato all'informazione e alla cultura.
Nel 2016 l'azienda decise di ampliare la propria offerta creando un canale di cinema (TV Sinamo) e uno di sport (TV Varzish).
Seguirono nel 2017 una rete specifica di calcio (Futbol) e una di musica (TMT Sahnavaz).

## Servizi

### Televisione
| Nome          | Sede    | Тipo                   | Lancio |
| ------------- | ------- | ---------------------- | ------ |
| Tojikiston    | Dušanbe | generalista            | 1960   |
| TV Safina     | Dušanbe | generalista            | 2005   |
| TV Bahoriston | Dušanbe | bambini e giovani      | 2006   |
| Jahonnamo     | Dušanbe | informazione e cultura | 2008   |
| TV Varzish    | Dušanbe | sport                  | 2016   |
| TV Sinamo     | Dušanbe | cinema                 | 2016   |
| Futbol        | Dušanbe | calcio                 | 2017   |
| TMT Sahnavaz  | Dušanbe | musica                 | 2017   |

### Radio
| Nome              | Sede    | Тipo         | Lancio |
| ----------------- | ------- | ------------ | ------ |
| Radioi Farhang    | Dušanbe | cultura      |        |
| Radioi Tojikiston | Dušanbe | generalista  | 1957   |
| Sadoi Dušanbe     | Dušanbe | informazione |        |

## Ricezione

### Digitale terrestre
Kumitai televizion va radioi nazdi Hukumati Çumhurii Toçikiston irradia i suoi servizi radiofonici in AM e in FM e quelli televisivi in DVB-T HD.

### Satellite[14]
| Satellite          | NSS 12 | Al Yah 1 |
| Posizione orbitale | 57.0° E | 52.5° E |
| Canali             | Tojikiston, TV Bahoriston, TV Safina, Jahonnamo, TV Sinamo, Radioi Farhang, Radioi Tojikiston, Sadoi Dušanbe | TMT Sahnavaz, Tojikiston, TV Bahoriston, TV Safina, Jahonnamo, TV Sinamo, Radioi Farhang, Radioi Tojikiston, Sadoi Dušanbe |
| Frequenza          | 11585 H | 11785 H |
| SR                 | 10750 | 27500 |
| FEC                | 3/4 | 3/4 |
| Modulazione        | 8PSK | 8PSK |

### Streaming
Tojikiston in streaming
TV Safina in streaming
TV Bahoriston in streaming
Jahonnamo in streaming